# Usina Hidrelétrica Castro Alves
A Usina Hidrelétrica Castro Alves está localizada no Rio das Antas, estado do Rio Grande do Sul, e tem capacidade de geração de 130 MW. Tem uma altura máxima de 84,8 metros e uma área alagada de 5 km².
A barragem localiza-se a leste do município de Nova Roma do Sul (29° 0' 20" S 51° 23' 04" O), na divisa com Nova Pádua, e os geradores localizam-se (29° 01' 23" S 51° 27' 30" O) a sudoeste de Nova Roma do Sul na divisa com o município de Bento Gonçalves, despachando as águas no lago da Usina Hidrelétrica Monte Claro. 
Da mesma forma que as usinas Monte Claro e 14 de Julho, a água é conduzida por um túnel até os geradores, sendo o da Usina Castro Alves é muito mais longo que o das outras duas usinas, com aproximadamente 7300 metros. É operada pela Cia. Energética Rio das Antas (Ceran).